# ناو کلاس دانای
کروزر کلاس دانای (به انگلیسی: Danae-class cruiser) یک کلاس از کشتی است که طول آن ۴۴۵ فوت (۱۳۵٫۶ متر) می‌باشد.